# Андреевка (Снежнянский городской совет)
Андре́евка (укр. Андріївка) — посёлок в Донецкой области Украины. Административно подчиняется Снежнянскому городскому совету. Административный центр Андреевского поселкового совета. С 2014 года находится под контролем самопровозглашённой Донецкой Народной Республики.

## География
В Донецкой области имеется ещё 8 одноимённых населённых пунктов, в том числе 2 в Волновахском районе: посёлок городского типа Андреевка и село Андреевка; 2 в Старобешевском районе: село Андреевка Александровского сельского совета и село Андреевка Новозарьевского сельского совета.
Географические координаты Андреевки: 48°06′53″ северной широты, 38°42′57″ восточной долготы. Высота над уровнем моря 159 метров.
Посёлок вытянут вдоль реки под названием Глухая, располагаясь также значительной своей частью в междуречье Глухой и Миуса (на правом его берегу).
К северо-востоку (по руслу Миуса) и востоку от населённого пункта проходит граница между Донецкой и Луганской областями. Выше по течению Миуса расположено Грабовское водохранилище.

#### Соседние населённые пункты по странам света
С: Садово-Хрустальненский — в Луганской области
СЗ: Грабово (выше по течению Миуса, правый берег)
СВ: город Вахрушево (на левом берегу Миуса) — в Луганской области
З: Пелагеевка
В: Княгиневка, город Миусинск (ниже по течению Миуса) — в Луганской области
ЮЗ: город Торез
ЮВ: Коренное (ниже по течению Глухой) — в Луганской области
Ю: Северное (выше по течению Глухой), Мочалино, Суховское, город Снежное

## Общая информация
Код КОАТУУ: 1414445300. Почтовые индексы: 86580-86582. Телефонный код: +380 6256.

## История
Во время существования Области Войска Донского — слобода Андреевка-Ребрикова. Являлась центром Андреевской волости.
Статус посёлка городского типа был получен Андреевкой в 1938 году.

## Население
Численность населения на начало 2019 года — 2 135 человек.

## Транспорт
В пяти километрах от Андреевки располагается станция Донецкой железной дороги «Мочалинский».